# Ivan Pinkava
Ivan Pinkava (Šopron, 16. veljače 1912. – Zagreb, 9. rujna 1986.) bio je hrvatski violinist i glazbeni pedagog.

## Životopis
Bio je koncertni majstor u orkestru Opere HNK, u Simfonijskom i Komornom orkestru Zagrebačkih solista od osnivanja do 1960. godine, te član nekoliko gudačkih kvarteta. Od 1939. do 1973. godine bio je profesor na Muzičkoj akademiji u Zagrebu, gdje kao nastavljač tradicije Humlove guslačke škole postavlja najviše tehničke i umjetničke zahtjeve.